# Phthoraula homopyrrha
Phthoraula homopyrrha är en fjärilsart som beskrevs av Edward Meyrick 1935. Phthoraula homopyrrha ingår i släktet Phthoraula och familjen fransmalar. Inga underarter finns listade i Catalogue of Life.